# Argyll and Bute
Argyll and Bute (gaelică scoțiană Earra-Ghaidheal agus Bòd) este una dintre cele 32 subdiviziuni ale Scoției.